# Bystřický můstek
Bystřický můstek je zrekonstruovaný středověký kamenný obloukový můstek na Špitálském předměstí v Kadani. Od roku 1963 je zapsán jako kulturní památka.

## Historie
Na Špitálském předměstí v Kadani bylo dříve základní urbanistickou osou koryto říčky Bystřice, zvané též Prunéřovský potok. Ten byl však v průběhu šedesátých let 20. století regulován a později zatrubněn. Také jeho ústí do řeky Ohře, které nyní představuje nejníže položený bod na území města Kadaně (278 m n. m.), bylo odkloněno.
Kamenný obloukový můstek klenoucí se nad původním korytem Bystřice vznikl již ve středověku, jako důležitá součást silnice vedoucí z města kolem špitálního kostela Stětí svatého Jana Křtitele k brodu a později k mostu přes řeku Ohři. První zmínka o Bystřickém můstku se nachází v testamentu kadaňského měšťana a bečváře Thömela Keyßera z roku 1474, který odkázal dvě kopy grošů na jeho opravu. 
Bystřický můstek představoval důležitý komunikační uzel, přes který procházely nejen kupecké karavany směřující přes Kadaň dále na Žatec a Prahu, ale také armády domácí i nepřátelské, jako například vojska švédská za třicetileté války (1618–1648) nebo francouzská během válek napoleonských (1803–1815). Můstek byl mnohokrát poškozen povodněmi, nejvíce v letech 1565, 1655, 1682, 1862, 1940 a 1957. Po velké vodě z roku 1682, která tehdy zaplavila celou takzvanou Mostní čtvrť a významnou část Špitálského předměstí, na můstku nechali měšťané umístit pamětní kámen s letopočtem živelné pohromy a plechový kříž se znázorněním nástrojů Kristova Umučení – obojí bylo zničeno kolem roku 1960. Poblíž cesty mezi Bystřickým můstkem a tzv. Pražským mostem přes Ohři byla roku 1707 vztyčena barokní socha svatého Jana Nepomuckého, v té době velmi populárního patrona mostů. Tato socha stojí nedaleko můstku i nyní. V souvislosti se stavbou nového ocelového Mostu Františka Josefa I. začala po roce 1880 v okolí vznikat nábřežní promenáda lemovaná akáty, kterážto sloužila jako reprezentativní korzo kadaňských měšťanů.
Z Bystřického můstku je výhled na řadu městských památek. Především je možné vidět panorama Starého Města obehnaného hradbami, věže děkanského kostela Povýšení svatého Kříže, nebo zbytky původní zástavby Špitálského předměstí s monumentálním alžbětinským klášterem. V řece Ohři lze pak vidět ostrov protáhlého tvaru – Písečná hlava, který se často vyskytuje v řadě kadaňských pověstí. V blízkosti můstku stojí také někdejší Český neboli Steinkopfův mlýn (čp. 283), jehož nejstarší vyobrazení nalezneme již na vedutě města Kadaně od Jana Willenberga z roku 1602. Na Bystřici vznikly roku 1465 za podpory českého krále Jiřího z Poděbrad jedny z městských lázní, druhé pak byly v těsné blízkosti Bystřického můstku zřízeny před rokem 1563. Na Špitálském předměstí na toku Bystřice měli kadaňští rybáři své sádky, kde uchovávali čerstvě nalovené ryby, neboť jejich prodej na městských tržištích byl podle nařízení z roku 1563 omezen pouze na pátky a doby postní.
Ve druhé polovině 20. století Bystřický můstek chátral, a nechybělo mnoho, aby úplně zanikl. Teprve roku 2004 byla tato kulturní a technická památka obnovena ve spoluprací města Kadaně a Ministerstva kultury České republiky. Od roku 2012 je Bystřický můstek součástí širšího urbanistického kontextu nově vybudovaného nábřeží Maxipsa Fíka.